# فهرست استیضاح وزیران در حکومت جمهوری اسلامی ایران
استیضاح وزیران در حکومت جمهوری اسلامی ایران بنابر اصل ۸۹ قانون اساسی، از جمله اختیاراتی است که به مجلس شورای اسلامی اعطا شده‌است تا در مواردی که صلاح می‌دانند، اقدام به استیضاح و در صورت لزوم، عزل وزرای کابینه بنمایند. بنابر ماده ۲۶ آئین‌نامه داخلی مجلس شورای اسلامی، رؤسای جمهور وقت ایران در خصوص حضور یا عدم حضور در جلسات استیضاح وزرای کابینه‌شان، مختارند. 

## مشارکت رئیس دولت در جلسه استیضاح
در ادوار ده‌گانه مجلس شورای اسلامی، از بین ۳۲ استیضاح صورت گرفته، تنها ۸ جلسه استیضاح با حضور روسای دولت وقت برگزار شده و ۲۴ جلسه استیضاح بدون حضور رئیس‌جمهور برگزار شده است که در نتیجه، تنها ۱۰ استیضاح به برکناری وزرا انجامیده و ۲۲ مورد دیگر با رأی اعتماد مجدد نمایندگان به وزرا روبرو شده است. تا به امروز، از بین رؤسای هیئت دولت‌های جمهوری اسلامی ایران، میرحسین موسوی، سید محمد خاتمی و حسن روحانی، در جلسات استیضاح هیچ یک از وزرای کابینه خود شرکت نکرده‌اند و مرحوم اکبر هاشمی رفسنجانی نیز تنها در جلسه استیضاح یکی از وزرای کابینه‌اش حاضر شد ولی محمود احمدی‌نژاد در اغلب جلسات استیضاح وزرای دولت‌های نهم و دهم، حاضر بود؛ همچنین شهید جمهور سید ابراهیم رئیسی نیز در تمامی جلسات استیضاح وزرای کابینه خود در دولت سیزدهم حضور داشت.

## رکوردها
در بین ادوار مختلف مجلس شورای اسلامی، مجلس دهم با انجام ۶ استیضاح و مجلس‌های ششم، هشتم و نهم نیز هرکدام با انجام ۴ استیضاح، رکورددار انجام استیضاح تاکنون هستند. در میان دولت‌های دوازده‌گانه جمهوری اسلامی ایران، دولت دوم روحانی با مواجه‌شدن با ۵ استیضاح از جانب مجلس دهم، رکورددار محسوب می‌شوند. از میان وزرای استیضاح‌شده، علی کردان با ۱۸۸ رای منفی، دومین وزیری است که بیشترین رای منفی را در جلسات استیضاح گرفته‌است؛ رتبه نخست در این جدول به عبدالرضا شیخ‌الاسلامی تعلق دارد که با ۱۹۲ رای منفی نمایندگان مجلس نهم، از سمتش عزل شد.

## موارد خاص
یک مورد (استیضاح محمد عباسی، وزیر ورزش در مجلس نهم) پیش از رای‌گیری نهایی در صحن علنی مجلس، منتفی شد و یک مورد (استیضاح مسعود میرکاظمی، وزیر بازرگانی دولت نهم که مصادف با مجلس هفتم بود) به دلیل پایان عمر مجلس خواهان استیضاح، برگزار نشد.

## فهرست
| دولت    | ر      | نام وزیر              | وزارتخانه مربوطه            | آغاز وزارت     | تاریخ استیضاح    | رئیس دولت        | رأی اعتماد |
| ------- | ------ | --------------------- | --------------------------- | -------------- | ---------------- | ---------------- | ---------- |
| سوم     | (۱/۱)  | محمدشهاب گنابادی      | مسکن و شهرسازی              | ۱۹ شهریور ۱۳۵۹ | ۱۳ آبان ۱۳۶۱     | موسوی (غایب)     | آری        |
| سوم     | (۲/۲)  | علی‌اکبر ناطق نوری     | وزارت کشور                  | ۲۴ آذر ۱۳۶۰    | ۱۷ آبان ۱۳۶۲     | موسوی (غایب)     | آری        |
| چهارم   | (۳/۱)  | بهزاد نبوی            | صنایع سنگین                 | ۱۰ خرداد ۱۳۶۱  | ۲۹ مرداد ۱۳۶۸    | موسوی (غایب)     | آری        |
| پنجم    | (۴/۱)  | ایرج فاضل             | بهداشت، درمان و آموزش پزشکی | ۷ شهریور ۱۳۶۸  | ۲۳ دی ۱۳۶۹       | رفسنجانی (غایب)  | نه         |
| پنجم    | (۵/۲)  | محمدعلی نجفی          | آموزش و پرورش               | ۷ شهریور ۱۳۶۸  | ۴ اردیبهشت ۱۳۷۰  | رفسنجانی (غایب)  | آری        |
| پنجم    | (۶/۳)  | محمد سعیدی‌کیا         | راه و ترابری                | ۷ شهریور ۱۳۶۸  | ۱۱ اسفند ۱۳۷۱    | رفسنجانی (غایب)  | آری        |
| ششم     | (۷/۱)  | حسین محلوجی           | معادن و فلزات               | ۷ شهریور ۱۳۶۸  | ۲۳ آذر ۱۳۷۳      | رفسنجانی (حاضر)  | آری        |
| هفتم    | (۸/۱)  | عبدالله نوری          | کشور                        | ۲۹ مرداد ۱۳۷۶  | ۳۱ خرداد ۱۳۷۷    | خاتمی (غایب)     | نه         |
| هفتم    | (۹/۲)  | سید عطاءالله مهاجرانی | فرهنگ و ارشاد اسلامی        | ۲۹ مرداد ۱۳۷۶  | ۱۱ اردیبهشت ۱۳۷۸ | خاتمی (غایب)     | آری        |
| هشتم    | (۱۰/۱) | علی عبدالعلی‌زاده      | مسکن و شهرسازی              | ۲۹ مرداد ۱۳۷۶  | ۱۲ خرداد ۱۳۸۱    | خاتمی (غایب)     | آری        |
| هشتم    | (۱۱/۲) | مسعود پزشکیان         | بهداشت، درمان و آموزش پزشکی | ۳۱ مرداد ۱۳۸۰  | ۲۷ خرداد ۱۳۸۲    | خاتمی (غایب)     | آری        |
| هشتم    | (۱۲/۳) | مرتضی حاجی            | آموزش و پرورش               | ۳۱ مرداد ۱۳۸۰  | ۹ شهریور ۱۳۸۲    | خاتمی (غایب)     | آری        |
| هشتم    | (۱۳/۴) | سید احمد معتمدی       | ارتباطات و فناوری اطلاعات   | ۲۵ دی ۱۳۷۹     | ۱۴ آبان ۱۳۸۲     | خاتمی (غایب)     | آری        |
| هشتم    | (۱۴/۵) | احمد خرم              | راه و ترابری                | ۳۱ مرداد ۱۳۸۰  | ۱۲ مهر ۱۳۸۳      | خاتمی (غایب)     | نه         |
| نهم     | (۱۵/۱) | محمدرضا اسکندری       | جهاد کشاورزی                | ۲ شهریور ۱۳۸۴  | ۳۰ شهریور ۱۳۸۵   | احمدی‌نژاد (حاضر) | آری        |
| نهم     | (۱۶/۲) | محمود فرشیدی          | آموزش و پرورش               | ۱۸ آبان ۱۳۸۴   | ۲۶ اردیبهشت ۱۳۸۶ | احمدی‌نژاد (حاضر) | آری        |
| نهم     | (۱۷/۳) | علی کردان             | کشور                        | ۱۵ مرداد ۱۳۸۷  | ۱۴ آبان ۱۳۸۷     | احمدی‌نژاد (غایب) | نه         |
| دهم     | (۱۸/۱) | حمید بهبهانی (غایب)   | راه و ترابری                | ۱۵ مرداد ۱۳۸۷  | ۱۲ بهمن ۱۳۸۹     | احمدی‌نژاد (غایب) | نه         |
| دهم     | (۱۹/۲) | مجید نامجو            | نیرو                        | ۲۴ آبان ۱۳۸۸   | ۱۵ اسفند ۱۳۸۹    | احمدی‌نژاد (حاضر) | آری        |
| دهم     | (۲۰/۳) | سید شمس‌الدین حسینی    | امور اقتصادی و دارایی       | ۱۵ مرداد ۱۳۸۷  | ۱۰ آبان ۱۳۹۰     | احمدی‌نژاد (حاضر) | آری        |
| دهم     | (۲۱/۴) | عبدالرضا شیخ‌الاسلامی  | کار و امور اجتماعی          | ۱۲ مرداد ۱۳۹۰  | ۱۵ بهمن ۱۳۹۱     | احمدی‌نژاد (حاضر) | نه         |
| یازدهم  | (۲۲/۱) | رضا فرجی‌دانا          | علوم، تحقیقات و فناوری      | ۵ آبان ۱۳۹۲    | ۲۹ مرداد ۱۳۹۳    | روحانی (غایب)    | نه         |
| یازدهم  | (۲۳/۲) | علی‌اصغر فانی          | آموزش و پرورش               | ۵ آبان ۱۳۹۲    | ۳ تیر ۱۳۹۴       | روحانی (غایب)    | آری        |
| یازدهم  | (۲۴/۳) | عباس آخوندی           | راه و شهرسازی               | ۲۴ مرداد ۱۳۹۲  | ۱۴ مهر ۱۳۹۴      | روحانی (غایب)    | آری        |
| یازدهم  | (۲۵/۴) | عباس آخوندی           | راه و شهرسازی               | ۲۴ مرداد ۱۳۹۲  | ۱ اسفند ۱۳۹۵     | روحانی (غایب)    | آری        |
| دوازدهم | (۲۶/۱) | عباس آخوندی           | راه و شهرسازی               | ۲۴ مرداد ۱۳۹۲  | ۲۲ اسفند ۱۳۹۶    | روحانی (غایب)    | آری        |
| دوازدهم | (۲۷/۲) | علی ربیعی             | تعاون، کار و رفاه اجتماعی   | ۲۴ مرداد ۱۳۹۲  | ۲۲ اسفند ۱۳۹۶    | روحانی (غایب)    | آری        |
| دوازدهم | (۲۸/۳) | محمود حجتی            | جهاد کشاورزی                | ۲۴ مرداد ۱۳۹۲  | ۲۳ اسفند ۱۳۹۶    | روحانی (غایب)    | آری        |
| دوازدهم | (۲۹/۴) | علی ربیعی             | تعاون، کار و رفاه اجتماعی   | ۲۴ مرداد ۱۳۹۲  | ۱۷ مرداد ۱۳۹۷    | روحانی (غایب)    | نه         |
| دوازدهم | (۳۰/۵) | مسعود کرباسیان        | امور اقتصادی و دارایی       | ۲۹ مرداد ۱۳۹۶  | ۴ شهریور ۱۳۹۷    | روحانی (غایب)    | نه         |
| سیزدهم  | (۳۱/۱) | سید رضا فاطمی‌امین     | صنعت، معدن و تجارت          | ۳ شهریور ۱۴۰۰  | ۱۰ آبان ۱۴۰۱     | رئیسی (حاضر)     | آری        |
| سیزدهم  | (۳۲/۲) | سید رضا فاطمی‌امین     | صنعت، معدن و تجارت          | ۳ شهریور ۱۴۰۰  | ۱۰ اردیبهشت ۱۴۰۲ | رئیسی (حاضر)     | نه         |
| چهاردهم | (۳۳/۱) | عبدالناصر همتی        | امور اقتصادی و دارایی       | ۳۱ مرداد ۱۴۰۳  | ۱۲ اسفند ۱۴۰۳    | پزشکیان (حاضر)   | نه         |